# Alina Bushma
Alina Bushma, née le 6 décembre 2000 à Kiev, est une joueuse professionnelle de squash représentant l'Ukraine. Elle atteint le 62e rang mondial en mars 2025, son meilleur classement. Elle remporte le championnat d'Ukraine en 2019.

## Biographie
Elle est championne d'Ukraine en 2019. De 2019 à 2003, elle étudie l'informatique et les technologies de sécurité à l'université Drexel, ce qui lui permet d'obtenir un bachelor en 2023.

## Palmarès

### Titres
- championnat d'Ukraine : 1999

### Finales
- PSA Womens Squash Week 2025